# Мулюков, Сулейман Мифтахович
Сулейман Мифтахович Мулюков (тат. Сөләйман Мөлеков Мифтах улы; 5 января 1920 года, Казанская губерния — сентябрь 1941 года, Украина) — татарский советский писатель, поэт.

## Биография
Сулейман Мулюков родился 5 января 1920 года в селе Пижмар Казанского уезда Казанской губернии (ныне Балтасинский район Республики Татарстан). Образование получил в родном селе и селе Шода, с отличием закончив семилетнюю школу. Работал в колхозе, затем уехал в Елабугу, где прошёл профессиональную подготовку в библиотечном техникуме. Заведовал Тюнтерской библиотекой, работал школьным учителем в различных сёлах республики, преподавал в Елабужском педагогическом училище (в настоящее время — Елабужский институт Казанского федерального университета).
В 1940 году был призван на службу в Красную Армию и оказался на западной границе на Украине. Сражался с врагом в составе танковых войск, пропал без вести в августе 1941 года. Предположительно погиб в сентябре в боях под Киевом.
Творчеством занялся ещё в школьные годы и c 1930-х годов публиковал стихи и рассказы в местной печати. Вёл переписку с татарскими писателями, лично знал Мусу Джалиля. Писал стихи о природе и любовную лирику.
После войны произведения Сулеймана Мулюкова публиковались в поэтических сборниках: «Татар поэзиясе антологиясе» (1956), «Алар сафта» («Они в строю», 1961), «Илең турында» (2000).

## Память
В честь Сулеймана Мулюкова названа главная улица его родного села Пижмар. В Союзе писателей Республики Татарстан на памятной доске имя Сулеймана Мулюкова находится в списке 31 писателя и поэта Татарской АССР, погибших в боях Великой Отечественной войны.

## Семья
У Сулеймана Мулюкова в селе остались сестра Голзифа, Разия 1934 года рождения, брат Тахауетдин (1922) и брат Хайрутдин Мулюков (тат. Хәйретдин Мөлеков) 1928 года рождения, также ставший поэтом.